# Росомаха (рід)
Росомаха (Gulo) — рід хижих ссавців родини мустелових. У ньому є один сучасний вид — росомаха (G. gulo), а також кілька вимерлих. Викопні дані свідчать про те, що цей рід з'явився в Північній Америці, а пізніше поширився в Євразії в пліоцені. Діагностичні ознаки включають сильно знижений Р2, міцний Р4 з трьома коренями та верхні моляри менші, ніж у інших Guloninae. В цілому, зуби пристосовані до гіперхижацтва.

## Види
- Gulo gulo
- †G. minor
- †G. schlosseri
- †G. sudorus

## Назва
Наукова назва походить від лат. gulō — «росомаха», походить від лат. gulosus — «ненажера».